# Glenn Patrick
Pour les articles homonymes, voir Patrick.
Glenn Curtiss Patrick (né le 26 avril 1950 à New York aux États-Unis) est un ancien joueur professionnel de hockey sur glace en Amérique du Nord et un entraîneur dans l'ECHL.
Il est le fils de Lynn, le petit-fils de Lester et le frère de Craig, tous trois membres important de la Ligue nationale de hockey depuis sa création.

## Carrière en club
Il commence sa carrière en 1970 dans la Ligue centrale de hockey en jouant pour les Blues de Kansas City. Après un passage dans la Ligue internationale de hockey puis dans la Western Hockey League, il fait ses débuts dans la Ligue nationale de hockey en 1973 avec les Blues de Saint-Louis mais il ne parvient pas à se faire une place dans l'équipe. Il rejoint alors les Seals de la Californie mais ne connaît pas un meilleur sort. En 1976, il signe avec les Barons de Cleveland de la LNH puis fini la saison dans l'Association mondiale de hockey avec les Oilers d'Edmonton.
Il met fin à sa carrière de joueur en 1979 après un passage dans la Ligue américaine de hockey.

## Statistiques
Pour les significations des abréviations, voir Statistiques du hockey sur glace.
| Saison    | Équipe                     | Ligue |    | Saison régulière | Saison régulière | Saison régulière | Saison régulière | Saison régulière |   | Séries éliminatoires | Séries éliminatoires | Séries éliminatoires | Séries éliminatoires | Séries éliminatoires |
| Saison    | Équipe                     | Ligue | PJ | B                | A                | Pts              | Pun              | PJ               | B | A                    | Pts                  | Pun                  |                      |                      |
| 1970-1971 | Blues de Kansas City       | LCH   | 3  | 0                | 0                | 0                | 0                |                  |   |                      |                      |                      |                      |                      |
| 1971-1972 | Golden Seals de Columbus   | LIH   | 52 | 1                | 9                | 10               | 89               |                  |   |                      |                      |                      |                      |                      |
| 1971-1972 | Spurs de Denver            | WHL   | 6  | 0                | 1                | 1                | 6                | 9                | 0 | 2                    | 2                    | 21                   |                      |                      |
| 1972-1973 | Spurs de Denver            | WHL   | 72 | 5                | 21               | 26               | 125              | 5                | 0 | 1                    | 1                    | 0                    |                      |                      |
| 1973-1974 | Spurs de Denver            | WHL   | 68 | 7                | 24               | 31               | 163              |                  |   |                      |                      |                      |                      |                      |
| 1973-1974 | Blues de Saint-Louis       | LNH   | 1  | 0                | 0                | 0                | 2                |                  |   |                      |                      |                      |                      |                      |
| 1974-1975 | Golden Eagles de Salt Lake | LCH   | 75 | 2                | 26               | 28               | 151              | 11               | 1 | 2                    | 3                    | 31                   |                      |                      |
| 1974-1975 | Seals de la Californie     | LNH   | 2  | 0                | 0                | 0                | 0                |                  |   |                      |                      |                      |                      |                      |
| 1975-1976 | Golden Eagles de Salt Lake | LCH   | 63 | 7                | 18               | 25               | 140              | 5                | 0 | 0                    | 0                    | 0                    |                      |                      |
| 1976-1977 | Golden Eagles de Salt Lake | LCH   | 14 | 0                | 7                | 7                | 46               |                  |   |                      |                      |                      |                      |                      |
| 1976-1977 | Oilers d'Edmonton          | AMH   | 23 | 0                | 4                | 4                | 62               | 2                | 0 | 0                    | 0                    | 0                    |                      |                      |
| 1976-1977 | Barons de Cleveland        | LNH   | 35 | 2                | 3                | 5                | 70               |                  |   |                      |                      |                      |                      |                      |
| 1977-1978 | Bears de Hershey           | LAH   | 13 | 1                | 8                | 9                | 15               |                  |   |                      |                      |                      |                      |                      |
| 1977-1978 | Gulls de Hampton           | LAH   | 13 | 0                | 1                | 1                | 21               |                  |   |                      |                      |                      |                      |                      |

## Carrière d'entraîneur
Il entraîne brièvement une équipe de la Ligue internationale de hockey en 1982-83. Il fait un retour dans le monde du hockey en 1992, en tant qu'entraîneur adjoint des Admirals de Hampton Roads dans l'ECHL, équipe affiliée aux Penguins de Pittsburgh. Son frère Craig est alors directeur général de l'équipe de la LNH. Il ne reste que deux ans en poste et revient une nouvelle fois en 1997 derrière un bac : il est cette fois l'entraîneur adjoint au sein des Crunch de Syracuse dans la LAH.
En 1999, il devient le premier entraîneur de la nouvelle franchise de la LAH, les Penguins de Wilkes-Barre/Scranton, affiliée aux Penguins de Pittsburgh. Il occupe le poste quatre saisons et amène deux fois les Penguins en séries éliminatoires (dont une fois en finale). À la fin de la saison 2002-03, il quitte l'organisation et est remplacé par Michel Therrien.
Il est depuis le début de la saison 2005-06 l'entraîneur des Nailers de Wheeling de l'ECHL, équipe affiliée aux équipes des Penguins des Wilkes-Barre/Scranton et à ceux de Pittsburgh.